# Крючков Леонід Васильович
Крючков Леонід Васильович (18 вересня 1979, Київ) — український бізнесмен, один із власників найбільших приватних операторів буксирного флоту, засновник групи компаній ORUM[⇨]. Інвестор та власник ряду проектів у сфері викупу боргових зобов’язань, фінансування судових спорів, банкрутств та приватизаційних процесів. 
Співвласник індустріального парку HEMPY.UA.

## Життєпис
Здобув три вищі освіти за спеціальностями: управління міжнародним бізнесом (КНЕУ), промисловий маркетинг (КПІ) та морська логістика (Університет ім. Макарова). 
У 2006 році захистив кандидатську дисертацію з економічних наук.

## Бізнес
У 2001-2003 роках працював у Раффайзенбанк Україна.
У 2003 році Леонід залишив банківський сектор, та зайнявся бізнесом разом із братом Дмитром. Брати стали активним гравцем на ринку корпоративних поглинань.
Протягом 2003-2008 років брати купили та оформили контроль над будівельними підприємствами з різних секторів економіки: телекомунікації, цивільне будівництво, енергетика, нафтогазова галузь. Основні з них:
- «Київреконструкція» - одна з найстаріших будівельних компаній України. Леонід очолив компанію у 2003 році,  і залишив посаду в 2008, продавши її акції;
- «Свемон» - концерн, до якого входили близько 40 дочірніх компаній у всіх обласних центрах. Був монополістом з будівництва мереж зв'язку. Леонід очолив наглядову раду товариства;
- «Нафтогазбуд» - найбільше підприємство галузі з будівництва нафтогазопроводів. Леонід очолив наглядову раду товариства;
- «Укрнафтогазбуд» - будівельне підприємство нафтогазової галузі з контрактами за межами України;
- Управління будівництва Рівненської АЕС;
- Управління будівництва Південноукраїнської АЕС;
- Управління будівництва Хмельницької АЕС[4].
- Харківський Енергопроект – брати викупили 30% акцій підприємства-генпроектувальника атомних електростанцій.

У 2009 році брати Дмитро та Леонід Крючков поділили бізнес та припинили спілкування. Того ж року Леонід вийшов зі складу акціонерів усіх підприємств, пов'язаних з атомною енергетикою.  
Був партнером у девелоперському бізнесі з Олександром Лойфенфельдом, родичами Михайла Бродського та Льва Миримського. 
2014—2015 роки — заступник гендиректора «Укрінмаш», яка входить до державного концерну «Укроборонпром».
З 2016 року займається бізнесом за напрямами: будівництво, нерухомість, логістика, енергетика, викуп та стягнення боргів.
Заснував компанію ORUM для управління проектами за різними напрямками.

### Завод із виробництва ядерного палива
Був інвестором проекту з будівництва заводу з виробництва ядерного палива, що мав би забезпечити потреби «Енергоатому» у паливі і відмовитися від російського ядерного палива. Спільне «Українсько-казахстансько-російське підприємство з виробництва ядерного палива» (СП «УкрТВС») було створене у 1995 році. 2017 року Фонд держмайна провів аукціон, де продав за 56 млн грн належні фонду 33 % в СП «УкрТВС» ТОВ «Вайс Трейд». 
Головними інвесторами був Леонід Крючков, Сергій Тронь і Нуруліслам Аркаллаєв. ТОВ «Вайс Трейд» планувало виступити фінансовим партнером проекту з будівництва заводу з виробництва ядерного палива, що мав би забезпечити потреби «Енергоатому» у паливі і відмовитися від російського ядерного палива. Окрім будівництва заводу, передбачалася купівля у Росатому ліцензії на виробництво збірок для АЕС. 
З 2018 по 2020 роки Крючков, Тронь і Аркалаєв входили до складу наглядової ради АТ «УкрТВС».

### Логістичний бізнес
Власник групи логістичних компанії, які забезпечували операторів портів повним спектром послуг за принципом «єдиного вікна».
Володів ТОВ «Портосервіс-Україна», що надавало послуги швартування. Компанії «Укрморсервіс» та «Марконі» з групи ORUM мали монопольне становище на ринку буксирних послуг. Компанія Крючкова «Сісайд термінал», що мала власний парк тепловозів, отримала у користування залізничні колії та перевозила вантажі територією порту. Ще одна фірма Крючкова «Сервіс-Транс» замінила в порті попередніх підрядників, компанії «Пасіфік Мерітайм» та «Дрегон Мерітайм Едженсі». 
Інші фірми Крючкова, «Авеста транс» та «Тріонта Логістікс» отримали договори на будівництво перевантажувальних комплексів.

### Управління проблемними заборгованостями
ЗМІ пов’язують Леоніда Крючкова із низкою приватизаційних та судових процесів по стягненню боргів. Зокрема, вважають, що саме він стоїть за наступними проектами:
- банкрутство ВАТ «ДІАЛІР» - 21 га землі та 300 тис квадратних метрів об’єктів незавершеного будівництва в Києва;
- стягнення з Укртрансгазу 305 млн кубометрів газу вартістю понад 65 млн доларів;
- стягнення з Полтавського ГЗК групи Ferrexpo майже 125 млн доларів;
- приватизація державного пакету 33% СП «УкрТВС».

В 2025 році ТОВ «Скай-Девелопмент» з групи ORUM викупило у ФГВФО права вимоги на суму понад 90 млн доларів до підприємств фармацевтичної корпорації «АРТЕРІУМ» Костянтина Жеваго.

### Інші проєкти
Заснував компанію Contour Development, яка розвиває власні проекти житлової та комерційної нерухомості в Києві.
У 2024 році став співвласником HEMPY.UA, індустріального парку, що спеціалізується на переробці промислових конопель. На базі індустріального парку планується організувати системне вирощування і селекцію нових видів промислових конопель, а також налагодити виробництво всього спектру різних видів продукції з промислових конопель.

## Політична діяльність
2006—2007 роки — депутат Київської міськради V скликання від Блоку Тимошенко, член комісії з питань сім'ї, молоді, спорту та туризму.
У 2019 році був кандидатом у народні депутати на парламентських виборах від ОПЗЖ як безпартійний.

## Сім'я
Розлучений, має дочку Варвару і сина Федора.
Брат Дмитро Крючков, бізнесмен, Народний депутат V скликання від Блоку Тимошенко, батько — Василь Крючков — вчений, працював у Академії наук, мати — Тетяна Крючкова — інженер, працювала в «Київпроекті».